# 克京斯科耶湖

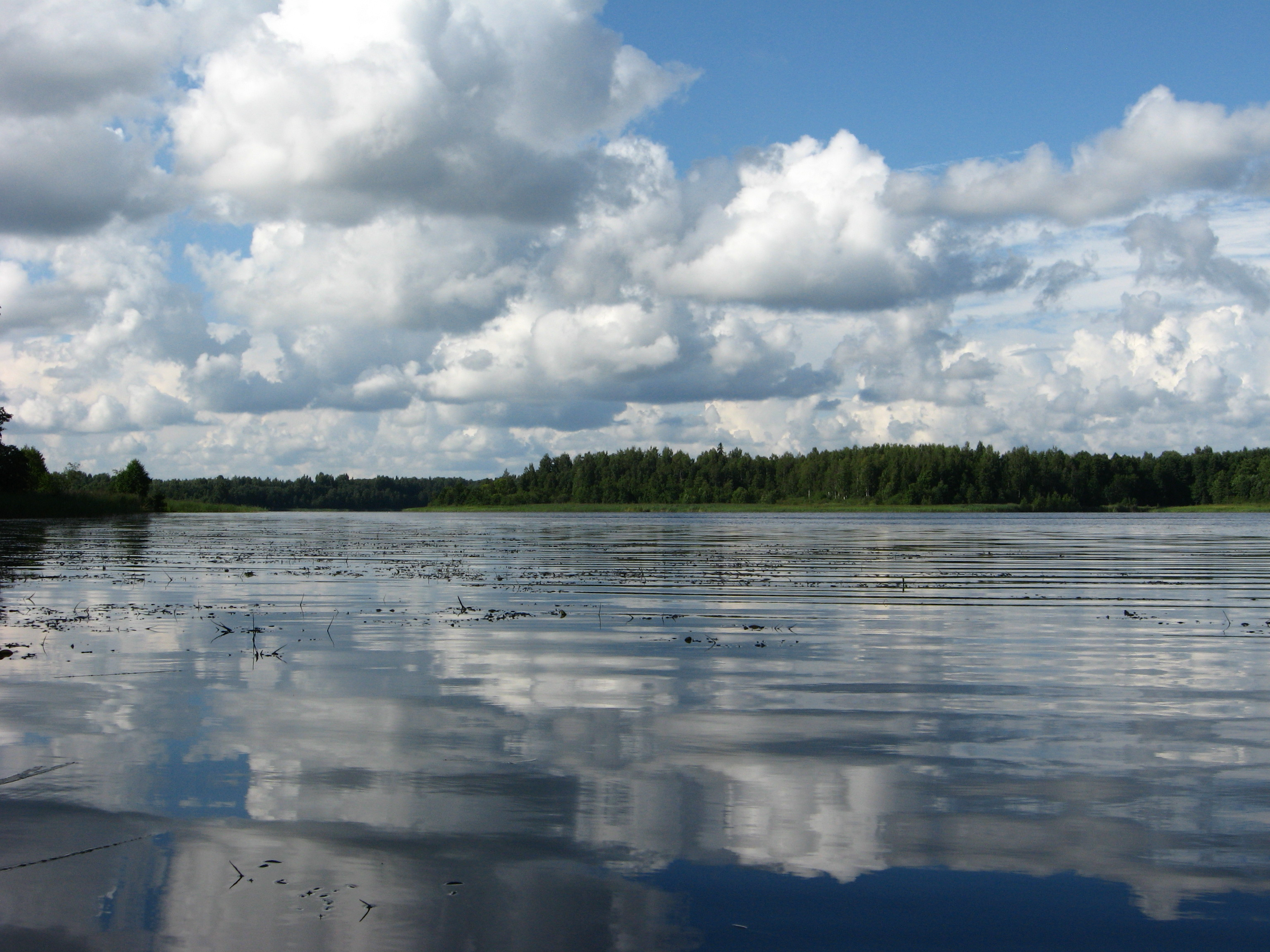

58°43′12″N 28°35′17″E / 58.72000°N 28.58806°E
克京斯科耶湖（俄语：Ктинское озеро），是俄羅斯的湖泊，位於該國西北部，由普斯科夫州負責管轄，處於普柳薩區，面積0.84平方公里，集水區面積40平方公里，平均水深3.2米，最大水深5.5米。